# San Benigno Canavese
San Benigno Canavese – miejscowość i gmina we Włoszech, w regionie Piemont, w prowincji Turyn.
Według danych na rok 2004 gminę zamieszkiwało 5156 osób, 234,4 os./km².